# Irène Jarski
Irène Jarski (Tolosa, Occitània, 1939) és una soprano i pedagoga musical francesa.
Estudià arpa, dibuix i ballet clàssic, però, centrà la seva formació en el cant. Forma part de la «Companyia Renaud-Barrault» entre el 1961 i el 1964. Els anys 1964 i 1965 guanyà dos primers premis de cant al Conservatori de París, i el 1967 el premi Erik Satie. Des del 1972 exerceix com a professora del Conservatori Experimental Pantin, del qual en fou la directora entre el 1977 i el 1980. Aquest darrer any, fundà a París el taller 'La veu contemporània', i el curs 1980-81 gaudí d'una beca d'investigació sobre experimentació de simulació de paraula en laboratori. Des del 1982 és membre d'una comissió d'investigació sobre fisiologia vocal del Ministeri de Cultura francès i del Centre Nacional de la Recerca Científica (CNRS). Ha estrenat diverses obres d'autors francesos del segle xx, tot i que, bàsicament, la seva carrera s'ha centrat en la investigació de la veu.